# Max Perutz
Max Ferdinand Perutz, OM, CBE (Viena, 19 de maio de 1914 — Cambridge, 6 de fevereiro de 2002) foi um biólogo molecular austríaco.
Conjuntamente com John Kendrew foi agraciado com o Nobel de Química de 1962, devido aos seus estudos sobre a estrutura das proteínas globulares.

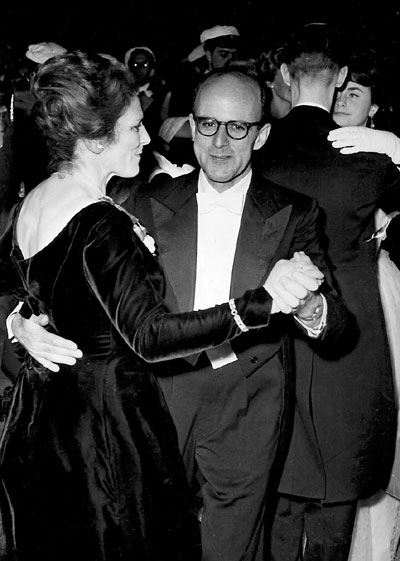
Perutz com sua mulher Gisela no baile do Nobel de 1962

## Conferências
Em 1980 foi convidado para participar das Royal Institution Christmas Lectures sobre The Chicken, the Egg and the Molecules (A galinha, o ovo e as moléculas).

## Obras
- 1962. Proteins and Nucleic Acids: Structure and Function. Amsterdam and London. Elsevier
- 1989. Is Science Necessary? Essays on science and scientists. London. Barrie and Jenkins. ISBN 0-7126-2123-7
- 1990. Mechanisms of Cooperativity and Allosteric Regulation in Proteins. Cambridge. Cambridge University PressISBN 0-521-38648-9
- 1992. Protein Structure : New Approaches to Disease and Therapy. New York. Freeman (ISBN 0-7167-7021-0)
- 1997. Science is Not a Quiet Life : Unravelling the Atomic Mechanism of Haemoglobin. Singapore. World Scientific. ISBN 981-02-3057-5
- 2002. I Wish I’d Made You Angry Earlier.Cold Spring Harbor, New York. Cold Spring Harbor Laboratory Press. ISBN 978-0-87969-674-0
- 2009. What a Time I Am Having: Selected Letters of Max Perutz edited by Vivien Perutz. Cold Spring Harbor, New York. Cold Spring Harbor Laboratory Press. ISBN 978-0-87969-864-5